# Rhinoptera steindachneri
Rhinoptera steindachneri is een vissensoort uit de familie van de adelaarsroggen (Myliobatidae). De wetenschappelijke naam van de soort is voor het eerst geldig gepubliceerd in 1891 door Evermann & Jenkins.